# Sparianthis barroana
Sparianthis barroana là một loài nhện trong họ Sparassidae.
Loài này thuộc chi Sparianthis. Sparianthis barroana được Ralph Vary Chamberlin miêu tả năm 1925.